# Kozia Górka (Warszawa)

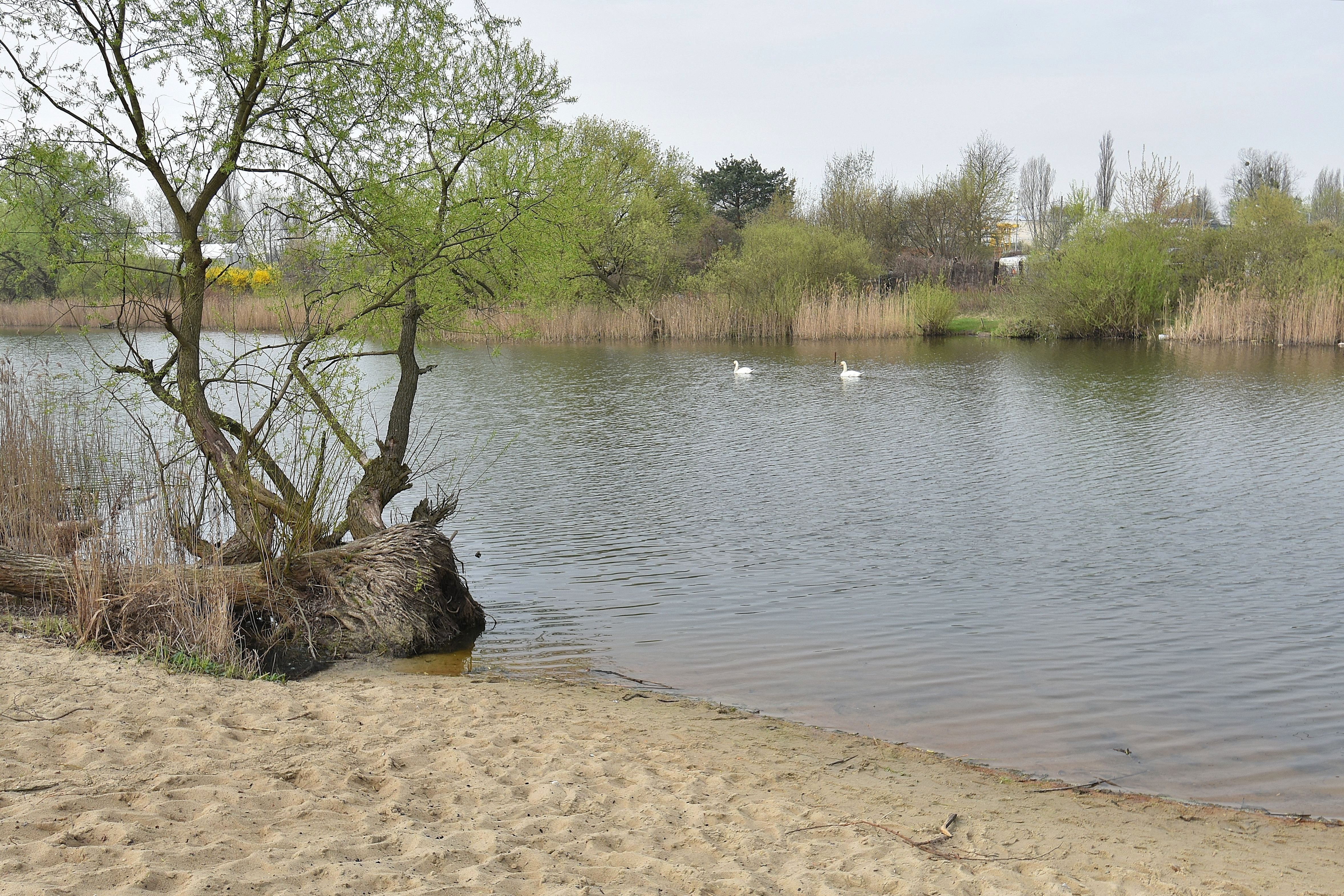
Staw Kozia Górka

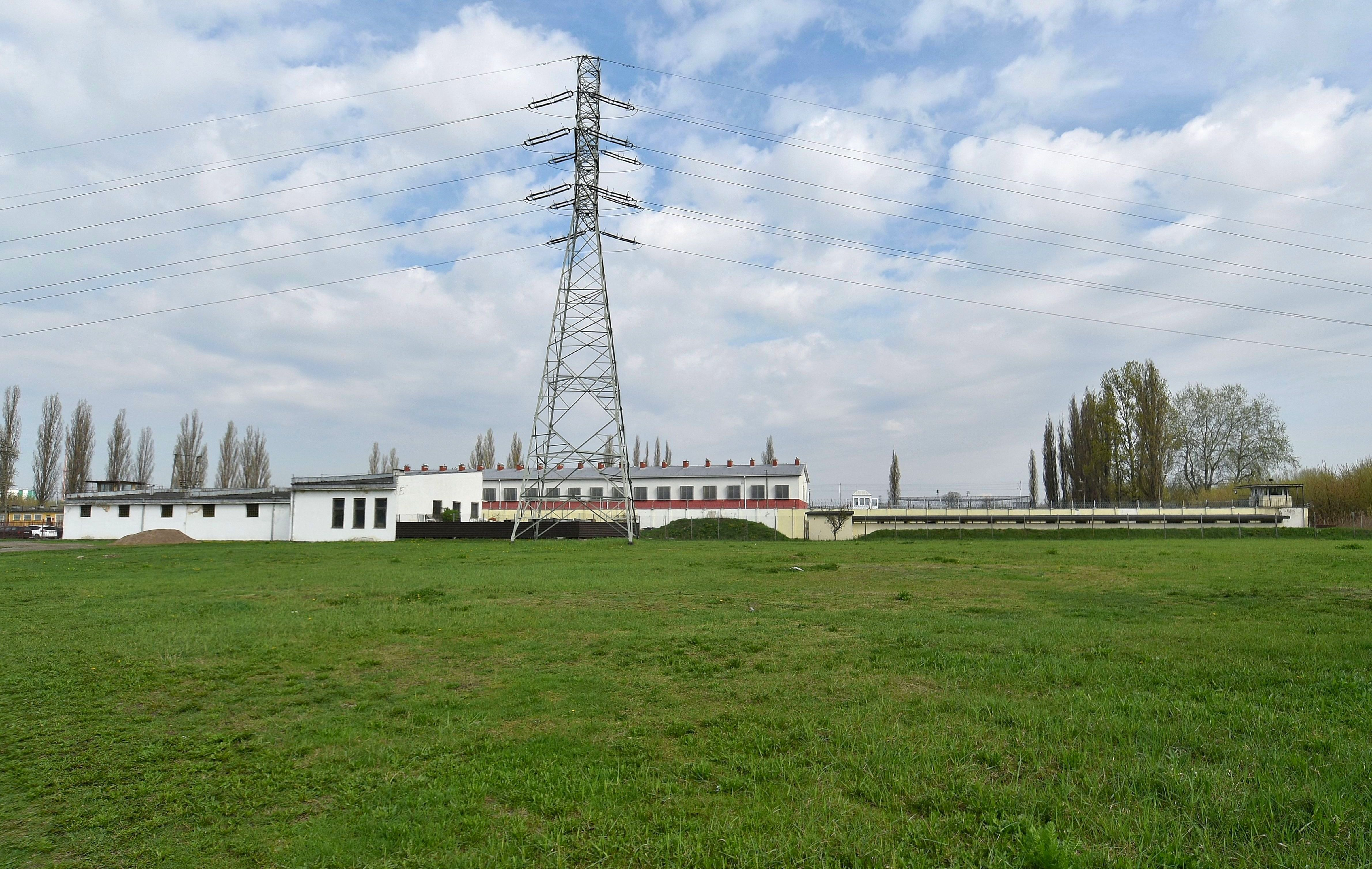
Areszt Śledczy Warszawa-Grochów

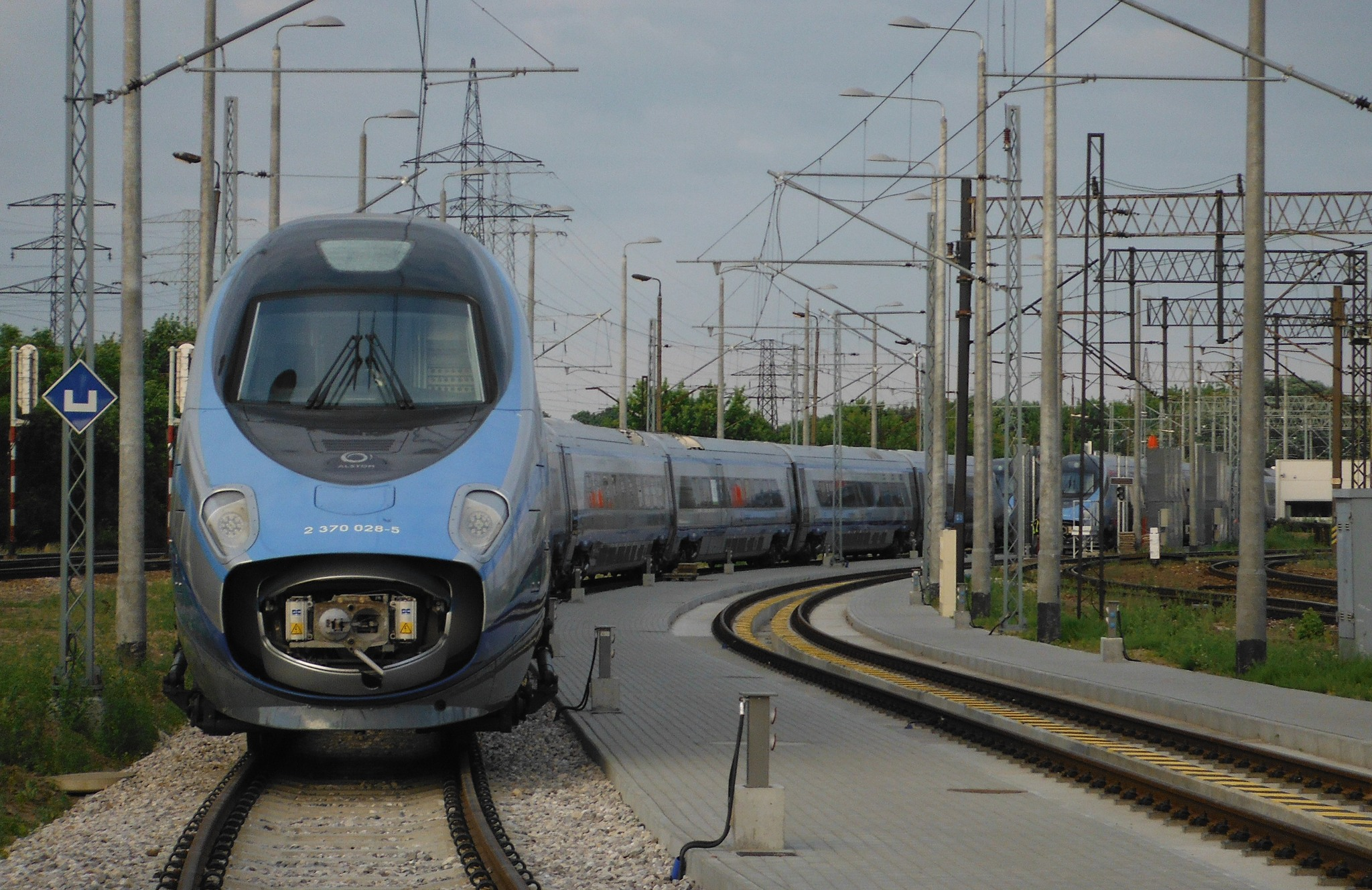
Pociąg Pendolino na torach odstawczych

Kozia Górka – obszar Warszawy w dzielnicach Praga-Południe i Targówek. W przeszłości jedna wieś, rozdzielona torami linii kolejowej nr 2 (dawnej kolei warszawsko-terespolskiej) na Kozią Górkę Grochowską (od południa, od 1916 należącą już do Warszawy) i Kozią Górkę Kawęczyńską (od północy, leżącą do 1951 poza granicami stolicy).

## Historia
Kozia Górka była wsią powstałą w XIX w. Została ona przedzielona zbudowaną w 1866–1867 kolejową linią terespolską, stąd wynikło rozróżnienie na część grochowską (na południe od torów) i kawęczyńską (na północ). Jeszcze dalej na południe w 1877 wybudowano kolej nadwiślańską, która oddzieliła Kozią Górkę od Grochowa.
Kolonie: Kozią Górkę Grochowską i Kozią Górkę Kawęcką wymienia wydany w latach 80. XIX wieku Słownik Geograficzny Królestwa Polskiego. Rozróżnienie to jest szczególnie widoczne na planach i mapach zaborczych, a także późniejszych z lat trzydziestych, kiedy to część południowa znalazła się w granicach Warszawy, a północna – Kozia Górka Kawęczyńska – stanowiła odrębną wieś (w rejonie dzisiejszego składu opałowego i Zakładu Unieszkodliwiania Stałych Odpadów Komunalnych). Podział ten odnotowują również niektóre współczesne mapy i plany miasta.
W okresie międzywojennym na Koziej Górce zbudowano stację towarową Warszawa Wschodnia Towarowa (Warszawa Wschodnia Rozrządowa). Na stacji towarowej wybudowano posterunek odgałęźny, który nazwano Antoninów (na wprost pętli Zajezdnia Utrata). Nazwa ta pochodziła od folwarku Antoninów, który znajdował się ok. kilometra stąd.
Na linii kolei nadwiślańskiej w latach 30. XX wieku wybudowano stację techniczną Warszawa Grochów.
Inna nazwą, która zanikła z powodu zabudowy kolejowej jest Emilianów (istniały dobra o tej nazwie), w bezpośredniej bliskości ulicy Wiatracznej. Przez teren ten planuje się przejście obwodnicy śródmiejskiej. Pozwoli to przekroczyć tereny kolejowe, które spełniają rolę odgradzającą Grochów od Utraty.
W Areszcie Śledczym Warszawa-Grochów na Koziej Górce byli przetrzymywani członkowie opozycji demokratycznej.

## Historia administracyjna
Wieś Kozia Górka Kawęczyńska należała w latach 1867–1939 do gminy Wawer w powiecie warszawskim. W 1921 roku liczyła 61 mieszkańców.
20 października 1933 utworzono gromadę Kozia Górka w granicach gminy Wawer, składającą się ze wsi Kozia Górka i wsi Antoninów.
1 kwietnia 1939 gromadę Kozia Górka włączono do gminy Bródno w tymże powiecie.
Podczas II wojny światowej w Generalnym Gubernatorstwie, w dystrykcie warszawskim. W 1943 gromada Kozia Górka liczyła 38 mieszkańców.
15 maja 1951 w związku ze zniesieniem gminy Bródno, gromadę Kozia Górka włączono do Warszawy.

## Kozia Górka Grochowska
Kozia Górka Grochowska leży w północnej części dzielnicy Praga-Południe, na zachód od ul. Józefa Chłopickiego, między liniami kolejowymi nr 2 (Warszawa–Terespol, przez Rembertów) i nr 7 (Warszawa–Dorohusk, przez Otwock). Na tym terenie znajdują się m.in. warsztaty taborowe PKP, w większości opuszczone ogrody działkowe, mokradła, oczka wodne oraz Staw Kozia Górka. Tu również zlokalizowano Areszt Śledczy Warszawa-Grochów (tzw. Kamczatka, ul. J. Chłopickiego 71A).
Na terenie Koziej Górki planowano zbudowanie stacji postojowej Kozia Górka, która miała obsługiwać III linię warszawskiego metra.
Kozią Górkę Grochowską zaliczono do obszaru Miejskiego Systemu Informacji Olszynka Grochowska. Przez osiedle przebiega ulica Kozia Górka mająca jednak ograniczone znaczenie ze względu na brak połączeń z siecią miejską.

### Osiedle Dudziarska
W 1994 roku w części wschodniej Koziej Górki wybudowano osiedle Dudziarska, w którym zamieszkali ludzie z wyrokami eksmisyjnymi oraz osoby potrzebujące mieszkań kwaterunkowych. Jedną trzecią mieszkań w budynku nr 40a przyznano rodzinom policjantów. Na całym osiedlu w trzech budynkach znajduje się 211 lokali, z czego w 2016 zasiedlonych było 145. Część z nich stanowili dzicy lokatorzy, dlatego wejścia do pustych mieszkań były zamurowywane.
Pod budowę osiedla celowo wybrano teren odizolowany. Miały być to budynki rotacyjne, w których nikt nie chciałby mieszkać dłużej. Słabo skomunikowane osiedle, oddzielone od reszty miasta ze wszystkich stron torami kolejowymi i pozbawione wygód, sklepów, autobusu itp., stało się swoistym gettem, opisywanym przez media. Do osiedla nie doprowadzono centralnego ogrzewania. 14 listopada 2007 roku uruchomiono linię autobusową łączącą osiedle Dudziarska z Grochowem. W 2010 na ścianach budynków artyści z kolektywu Zmiana Organizacji Ruchu na ślepych ścianach budynków namalowali murale wzorowane na Czarnym kwadracie na białym tle Kazimierza Malewicza.
W 2015 osiedle uznano za nieudany eksperyment społeczny i podjęto decyzję o jego wygaszeniu do końca 2017. Ostatni mieszkańcy zostali wykwaterowani pod koniec 2019. 28 sierpnia 2024 władze dzielnicy podjęły uchwałę, w której zdecydowano o planowanej rozbiórce budynków.

## Kozia Górka Kawęczyńska
Kozia Górka Kawęczyńska (Kawęcka) leży na terenie dzielnicy Targówek, na północ od torów linii kolejowej nr 2. W przeciwieństwie do Koziej Górki Grochowskiej, w okresie międzywojennym leżała poza granicami Warszawy, i została do niej przyłączona w 1951.
Wzdłuż stacji towarowej przebiega zbudowana w roku 2010 ulica Strażacka, łącząca Utratę z Rembertowem.
Kozią Górkę Kawęczyńską zaliczono do obszaru MSI Utrata (historycznie osiedle leżące dalej na zachód) i tak obecnie najczęściej określa się te tereny.